# أفضل هداف دولي في العالم 2003
أحرز اللاعب الفرنسي تيري هنري لقب هداف العالم لعام 2003 برصيد 15 هدفا بحسب ما أعلن الاتحاد الدولي لتاريخ وإحصائيات كرة القدم، ليتفوق على زميله في المنتخب ديفيد تريزيغيه صاحب نفس الرصيد بكونه سجل أهدافا أكثر مع المنتخب من تريزيغيه.
وسجل هنري 11 أهداف مع المنتخب بالإضافة إلى 4 أهداف مع ارسنال في منافسات دوري أبطال أوروبا، فيما أحرز تريزيغيه 8 أهداف مع منتخب و 7 مع ناديه يوفنتوس في دوري أبطال أوروبا.
وحل الأسباني المخضرم راؤول مهاجم ريال مدريد ثالثا بفارق هدف، 8 مع المنتخب و6 مع ناديه في دوري أبطال أوروبا.
وبات هنري ثاني لاعب فرنسي يحرز الجائزة بعد جان بيير بابان الذي حقق اللقب في العام 1991.
| التصنيف | لاعب              | البلد      | الإجمالي | اهدافه في المنتخب | اهدافه في الاندية | النادي              |
| ------- | ----------------- | ---------- | -------- | ----------------- | ----------------- | ------------------- |
| 1       | تيري هنري         | فرنسا      | 15       | 11                | 4                 | ارسنال              |
| 2       | ديفيد تريزيغيه    | فرنسا      | 15       | 8                 | 7                 | يوفنتوس             |
| 3       | راؤول             | إسبانيا    | 14       | 8                 | 6                 | ريال مدريد          |
| 4       | سارايوت تشايكامدي | تايلاند    | 13       | 13                | 0                 | بورت                |
| 5       | رود فان نستلروي   | هولندا     | 13       | 5                 | 8                 | مانشستر يونايتد     |
| 6       | رونالدو           | البرازيل   | 12       | 3                 | 9                 | ريال مدريد          |
| 7       | فوزي بشير         | عمان       | 11       | 11                | 0                 | النصر               |
| 8       | يان كولر          | التشيك     | 11       | 7                 | 4                 | بوروسيا دورتموند    |
| 9       | واي لون           | هونغ كونغ  | 10       | 10                | 0                 | جنوب الصين          |
| 10      | Martín Liguera    | الأوروغواي | 10       | 7                 | 3                 | ناسيونال مونتيفيديو |
| 11      | Derlei            | البرازيل   | 10       | 0                 | 10                | بورتو               |

## مواضيع ذات صلة
- أفضل هدّاف العالم
- كرة قدم
- رياضة

## وصلات خارجية
- الموقع الرسمــي